# Ekonomska znanost
Ekonomija (grč. οἰκονομία, oikonomía 'upravljanje kućom' od οἶκος, oîkos 'kuća, domaćinstvo' i νόμος, nómos 'zakon, pravilo o upravljanju') u slobodnom bi prijevodu značila skup pravila i vještina upravljanja domaćinstvom, to jest gospodarstvo, ili pak razumnu uporabu novca ili kakvih drugih sredstava radi postizanja najveće koristi uz najmanju žrtvu.
Postoje mnoge definicije ekonomije, no prema američkom nobelovcu Samuelsonu to je znanost koja proučava kako društva koriste oskudne resurse da bi proizvodili dobra i usluge kako bi što bolje zadovoljili svoje potrebe.
Riječ je o društvenoj znanosti koja proučava ekonomske djelatnosti uopće ili zasebna gospodarska područja, poduzeća i slično.

## Povezane znanosti
Ekonomija i ekonomika nisu identični pojmovi. Ekonomija je širi, a ekonomika uži pojam. Također, potrebno je razlikovati pojmove ekonomije i gospodarstva. I u ovom slučaju ekonomija je širi pojam, jer je to društvena znanost, dok je gospodarstvo skup raznih ekonomskih aktivnosti na nekom prostoru (najčešće državi).
Politička ekonomija pored zakona materijalne proizvodnje proučava i društvene odnose i ne valja ju miješati s ekonomijom.
Suprotno oikonomiji postojala je hrematistika koja je označavala vještinu trgovanja i bogaćenja.

## Osnovni koncepti
Osnovni koncept na kojem počiva ekonomija jest koncept oskudnosti.
Ekonomija je područje društvene znanosti koja proučava:
1. proizvodnju i ponudu
2. raspodjelu
3. razmjenu
4. razmjenu i potrošnju materijalnih dobara i usluga
5. određenom vremenu
6. prostoru
7. društvu.[2]